# Itatiba do Sul
Pour les articles homonymes, voir Itatiba (homonymie).
Itatiba do Sul est une municipalité du Nord-Ouest de l'État du Rio Grande do Sul faisant partie de la microrégion d'Erechim et située à 403 km au nord-ouest de Porto Alegre, capitale de l'État. Elle se situe à une latitude de 27° 23′ 12″ sud et à une longitude de 52° 27′ 10″ ouest, à une altitude de 510 mètres. Sa population était estimée à 4 574, pour une superficie de 212 km2.  On y accède par les BR-480 et RS-137. Elle est séparée de l'État de Santa Catarina par le rio Uruguai.
Elle est séparée de l'État de Santa Catarina par le rio Uruguai.
La population de la municipalité est composée à l'origine, quand celle-ci faisait partie d'Erechim, d'immigrants italiens et polonais qui arrivèrent dans l'endroit en 1916. La terre était fertile et le lieu ressemblait à leurs pays d'origine. Les colons, qui cherchaient une main-d'œuvre bon marché pour développer leur activité, virent arriver de 1930 à 1945 de nombreux caboclos. Cette main-d'œuvre permit le développement de petites propriétés agricoles qui perdurent jusqu'aujourd'hui.
L'origine d'Itatiba vient du tupi-guarani ita = "pierre" et tiba = regroupement, signifiant donc "accumulation de pierres". Comme il existait déjà une autre Itatiba au Brésil (État de São Paulo), fut ajouté le complément "Sul" (sud) pour le distinguer. La commune est la source du rio das Pedras, petit cours d'eau du bassin du rio Uruguai.

## Maires
| Période | Période | Identité                 | Étiquette | Qualité |
| ------- | ------- | ------------------------ | --------- | ------- |
| 2005    | 2008    | Wolmir Angelo Dall´agnol | PT        |         |
| 2009    | 2012    | Inidio Pedro Munari      | PT        |         |

## Villes voisines
- Barra do Rio Azul
- Barão de Cotegipe
- São Valentim
- Erval Grande

## Note
1. ↑  IBGE
2. ↑  Métis de Blancs et d'indigènes.